# Veronika Moos-Brochhagen
Veronika Moos-Brochhagen (* 3. April 1961 in Bensberg) ist eine deutsche Textilkünstlerin.

## Werdegang
Veronika Moos studierte Kunst an der Akademie für Bildende Künste Mainz bei Elfriede Knoche-Wendel sowie Philosophie und Germanistik, ebenfalls an der Johannes Gutenberg-Universität Mainz. Seit 1988 ist sie als freischaffende Künstlerin tätig. 2007 promovierte sie an der Universität zu Köln zum Thema: „Die Unschärfe der Wahrheit. Transparenz der Verhüllung. Eine Studie zur Sinnlichkeit von textilem Material in der Kunst am Beispiel alter und neuer Hungertücher.“
Sie arbeitet mit oder ohne textiles Material. In jedem Fall sind ihre Werke „textil“ in der Bedeutung des lateinischen Wortes texere, d. h. verbinden, konstruieren, weben, flechten.

## Ausstellungen

### Soloausstellungen (Auswahl)
- 2017 „Von der blauen Blume“, Kirchturm Haslach an der Mühl, Österreich
- 2014 „Au Bord De La Mer“ – Signaturen zwischen Ebbe und Flut – Côte de Lumiére, Salle Marcel Baudoin, Saint-Gilles-Croix-de-Vie, Frankreich
- 2009 „Fadensonnen“ – Textile Zeichnungen und Objekte, Haslach an der Mühl, Österreich
- 2009 Textilmuseum “Die Scheune”, Nettetal
- 2007 Galerie Contrast, Tilburg
- 2005 Metropolitan Cathedral, Liverpool
- 2005 St. Maria im Kapitol, Köln
- 2004 Liverpool Biennale Liverpool
- 2003 Galerie Unik:te, Pesch, Deutschland
- 2003 Galerie Stracke, Köln
- 1997 Maternushaus, Köln
- 1990 Galerie Smend, Köln

### Ausstellungsbeteiligungen (Auswahl)
- 2017 „IDA – Interdisziplinäres Frauen Kunst Festival der GEDOK Köln“, Michael Horbach Stiftung, Köln, Deutschland
- 2017 „ARTflags“, Festival of Contemporary Art, Novi Sad, Serbien
- 2016 „Dètissage plasticiens textiles“, Maison des Toiles, Saint Thélo, Le Bourg, Frankreich
- 2012 „Two of us“, Quartier am Hafen, Köln, Deutschland
- 2011 „GesichtZeigen“, Sonderausstellung der GEDOK Koeln, Käthe-Kollwitz-Museum, Köln Deutschland
- 2010 „Skulpturale Arbeiten in Textil und Metall“, Museum für Weinbau und Stadtgeschichte, Edenkoben, Deutschland
- 2009/2010 „Le tissu dans tous ses sens“, 2nd Biennale of Contemporary Art 2009/2nde biennale de créations textiles contemporaines, Musée des Tissus de Lyon (Frankreich)
- 2009 „GEDOK FormART 2009, Klaus Oschmann Preis“; Hannover
- 2009 „Textil als Material & Metapher, 6 Positionen“, Internationale Ausstellung (Kuration, Konzept, Teilnahme), Bergisch Gladbach
- 2008 „Shibori, hier et ajourd´hui (Shibori, yesterday and today)“, Mairie du 5 Arrondissement (City Hall), Paris, Frankreich
- 2008 „Shibori, teintures à réserves“, Galerie: La Soie Disante, Paris, Frankreich
- 2008 „Papier und Textil“, Walkmühle, Wiesbaden, Deutschland
- 2008 „Fadenspiel und Sticheleien“, Museum der Stadt Bad Neuenahr-Ahrweiler, Deutschland
- 2007 „100 Jahre Herding: Kunst – Visionen - Geschichte“, Westfälisches Industriemuseum – Textilmuseum, Bocholt, Deutschland
- 2006 „A… wie Altenberg“, Kreishaus, Bergisch Gladbach, Deutschland
- 2005 „Textile Catalysts: Shibori shaping the 21st century“ Tama Art Museum, Tokio, Japan
- 2005 „FormART 2005“ Klaus Oschmann Preis, Stuttgart, Deutschland
- 2005 „Stille“, Kloster Knechtsteden, Knechtsteden, Deutschland
- 2004 „About accidental lines and redness spots“, Hope Gallery, Liverpool, England
- 2004 „Garantiert gebrauchsfrei“, Niederrheinisches Museum, Kevelaer, Deutschland
- 2003 „Iceland´s Connections“, Reykjavìk, Korpúlfsstaðuir u. Hofn Hornafjordur, Island
- 2002 Galerie Smend, Köln, Deutschland
- 2002 „Frau vor Ort“. Trinitatiskirche, Köln, Deutschland
- 2002 „made in Köln – gefunden in Liverpool“, Historisches Rathaus, Köln, Deutschland
- 2002 „made in Köln – gefunden in Liverpool“, Gallery The View II, Liverpool, England
- 2002 „Tactile Dimensions“, London, Dublin, Harrogate, Großbritannien, Irland
- 2001 „Tu was Du willst“, Museum Baden, Solingen, Schloss Hardenberg-Museum, Velbert
- 2000 „Made in Koeln“, Gallery The View I, Liverpool, England

## Künstlerprojekte
- „Belonging and Beyond“, Zusammenarbeit mit Lin Holland, Liverpool, England
- Künstlerinitiative „TX 5“, Köln
- Künstlerinitiative „Made in Koeln“, Köln
- Künstlerinitiative „eight-days-a-week“, Köln/Liverpool

## Veröffentlichungen (Auswahl)/Einträge im virtuellen Katalog Kunstgeschichte
- GEDOK KÖLN e. V., Hannelore Fischer (Hrsg.): „GesichtZeigen“ – Positionen zeitgenössischer Künstlerinnen zum Portrait, Käthe-Kollwitz-Museum Köln 2011
- Privat-Savigny, Maria-Anne: „Le tissu dans tous ses sens“. Musée des Tissus de Lyon, Couleurs Contemporaines Bernard Chauveau (éditeur) Paris 2009, S. 22, 23, 31. ISBN 2-915837-53-8
- Ingrid Scheller (Hrsg.): Klaus Oschmann Preis. Gedok FormArt. Hannover 2009, S. 46–47
- Takeda, Kozo: „Arimatsu Shibori“. with essay on Contemporary Shibori by Yoshiko I. Wada. Graphic-sha, Japan 2008, S. 149. ISBN 978-4-7661-1873-5
- Moos-Brochhagen, Veronika: Das 7. Internationale Shibori-Symposium in Frankreich/ 7th International Shibori Symposium in France, Textilforum 1/2009, S. 14–15
- Knoche-Wendel, Elfriede: „Papier/Textil 1987 – 2008“. Dokumentation der Examens- und Diplomarbeiten der letzten 21 Jahre, Klasse Knoche-Wendel. Mainz, 2008
- Cousin, Françoise / Chaudun, Nicolas: „Chemins de couleurs“. Musée du quai Branly, Paris 2008 (FR)
- Moos-Brochhagen, Veronika: Transparenz der Verhüllung – die Unschärfe der Wahrheit. Eine Studie zur Sinnlichkeit von textilem Material in der Kunst am Beispiel alter und neuer Hungertücher. Köln, 2008
- Moos-Brochhagen, Veronika: Das 6. Internationale Shibori-Symposium in Tokio/ 6th International Shibori Symposium, Tokyo. Textilforum 3/2005, S. 32–33”
- Tama Art University Museum, Tokyo (Hrsg.): Shibori Textile Catalysts, Contemporary Fiber Art., 2005, S. 23
- Kaaf, Kathy (Hrsg.): Klaus Oschmann Preis. Gedok Form Art. Bonn 2005, S. 36–37
- Antje Soleau: „Belonging and Beyond“, Veronika Moos-Brochhagen zu ihrer Mantelinstallation, Textilkunst international, Heft 4, Dez. 2005, S. 174–176
- Moos-Brochhagen, Veronika: „Konzepte Textiler Kunst“, Textil & Unterricht 4/2003, Kallmeyerische Verlagsbuchhandlung, S. 14–17
- Moos-Brochhagen, Veronika: „4. Internationales Shibori-Symposium in Europa/4th International Shibori Symposium in Europe“, Textilforum 1/2003 March, S. 8/9
- Moos-Brochhagen, Veronika, Holland, Lin: „Collaboration“, Liverpool Hope University, ISBN 1-898749-20-5, Köln, Liverpool 2003
- Freusberg/Göbel/Toyka-Fuong (Hrsg.): „Frau vor Ort“, Köln/Bonn 2002, ISBN 3-00-010069-5
- Dt. Werkbund Nordrhein-Westfalen (Hrsg.): „Aus Hecken werden Häuser - Bauwerke als Baumwerke“ Weltweites Projekt der EXPO 2000, Dokumentation, ISBN 3-932070-32-1, S. 21 und 26
- „Textile Materialkunst von Veronika Moos-Brochhagen“, Pohl, Walfried, Moos-Brochhagen, Veronika, in: Textilkunst, Bd. 27 (1999), S. 176–179: Ill. (z. T. farb.)
- Moos-Brochhagen, Veronika: „Textilkunst: Ein- und Aussichten“ in 25 Jahre Galerie Smend, 25 Jahre Textile Kunst. Verlag der Galerie Smend, Köln 1998, S. 130–31
- Grünke, Friderike: „Zeitgenössische Textilkunst im Wirkungsbereich Deutschland, Österreich, Schweiz“ Verlag Brüder Hollinek, Wien 1993, ISBN 3-85119-263-X, S. 86
- Zeitgenössisches dt. Kunsthandwerk. Hrsg. Museum für Kunsthandwerk u. d. Landeshauptstadt Hannover und Kestner Museum, Prestel Verlag, München 1990, S. 342–343